# 熊則禎
熊則禎（1563年—1627年），字興國，號太崃（泰来），湖廣武昌府崇阳县人，明朝政治人物。東林黨人。

## 生平
年五十余始补诸生，万历四十三年（1615年）乙卯科湖廣鄉試第八十名舉人，联捷四十四年（1616年）丙辰科进士。東林黨108将之一，大理寺觀政，四十五年授福建建安县知县，天啓二年（1622年）行取，次年授官河南道御史，疏劾魏忠贤，不报。则祯巡视京城，忠贤秘加逻卒，欲陷以罪，不可得。幸借秩满，天啓五年升转陕西布政司参议。陛辞，忠贤使人明语之曰：俺祖爷说，饶汝生出都门，不久当送命来京。同官李光春等备闻此言，皆为则祯危之。熊廷弼死，則禎哭之哀，竟以憂憤成疾，天啓七年卒于官。

## 家族
曾祖熊志爵。祖熊大韶。父熊采。子熊兆吕，例贡，官光禄监事。